# Deutsche Kampfspiele
Die Deutschen Kampfspiele waren eine Sportveranstaltung zur Zeit der Weimarer Republik mit stark politisch eingefärbter Bedeutung. Bereits in den 1890er Jahren als „Deutsche Nationalfeste“ angedacht und vorbereitet, 1904 sogar als Aufgabe und Ziel in die Satzung des Deutschen Reichsausschusses für Olympische Spiele mit aufgenommen, waren die Kampfspiele bis zum Ersten Weltkrieg, hauptsächlich aus finanziellen Gründen, nicht realisierbar. In der Zwischenkriegszeit wurden sie dann zu einem Gegenentwurf des Deutschen Reichsausschusses für Leibesübungen (DRA) zum internationalen Wettkampfsport, besonders zu den Olympischen Spielen.

## Entstehung
Der DRA rief Anfang der 1920er Jahre die Vorbereitung der Deutschen Kampfspiele wieder ins Leben und stellte – unter anderem mit Hilfe einer eigenen Kampfspiellotterie und bezuschusst von der Reichsregierung und der Stadt Berlin – nunmehr auch die Finanzierung sicher. Für die deutschen Sportler sollten diese Kampfspiele jetzt die Idee der Olympischen Spiele neu definieren, zumal sie 1920 und 1924 als indirekte Folge des Ersten Weltkrieges von denselben auf internationaler Ebene ausgeschlossen waren. Durch die Namensgebung wurde jetzt, anders als früher, eine Abkehr von Pierre de Coubertins olympischem Gedanken ausgedrückt.
So schrieb der Sportjournalist L. C. May 1922: „Die Falschheit der Bezeichnung ´Olympische Spiele´ bewies das Ereignis des Weltkrieges, es war nur ein internationaler Wettbewerb gewesen (...) Die Deutschen Kampfspiele sind mehr ein Ausfluss der kulturellen Gemeinsamkeit“. Der Leipziger Schwimmer Herbert Heinrich, Sieger über 100 m Freistil: „Die Spiele haben gelehrt, dass der olympische Gedanke tiefer denn je im deutschen Volk Wurzel geschlagen hat.“
Es waren auch Auslandsdeutsche zugelassen, bereits 1922 nahmen etliche aus Österreich, dem Elsass und dem Sudetenland, aber auch anderen Ländern teil. Der Stabhochspringer Otto Fleiter, ehemals deutscher Meister 1912 und 1913, reiste aus Barcelona an und wurde Dritter.

## Sportlicher Wert
Die eigentlichen Deutschen Kampfspiele umfassen die in den Jahren 1922, 1926 und 1930 jeweils als Sommer- und Winterspiele ausgetragenen Sportwettkampfveranstaltungen, die vom DRA ausgerichtet wurden und eine Eröffnungsfeier mit Einzug ins Stadion – ähnlich wie bei Olympia – sowie Festlichkeiten, Kunstdarbietungen und Ausstellungen umfassten. Auch sportlich boten die Spiele ein ähnliches Programm wie die Olympischen Spiele.
In der Leichtathletik mit acht Deutschen und einem österreichischen Rekord sowie im Schwimmen, in dem Paul Overhamm (Breslau) mit 6:13 min über 400 m Rücken sogar einen Weltrekord erzielte, gab es 1922 die durchweg besten Leistungen. Bemerkenswert war die Teilnahme der Deutschen Turnerschaft neben den diversen Sportverbänden, trotz der sich schon abzeichnenden Kontroversen, die wenig später zur Reinlichen Scheidung führten.
Im Fußball wurde 1922 das unentschiedene, deshalb später wiederholte Endspiel um die deutsche Meisterschaft des DFB in das Programm integriert. Dieses bot jedoch 30.000 Zuschauern auf Grund übertriebener Härten ein „seltsames, erschütterndes und unbefriedigendes Schauspiel“, so der Augenzeuge Walther Bensemann. Ansonsten traten im Kontext der Deutschen Kampfspiele in der Weimarer Zeit die Auswahlmannschaften der so genannten Landes-, eigentlich Regionalverbände des DFB, später die Gau-Auswahlen des Reichsbundes für Leibesübungen gegeneinander an. Hierbei fand 1926 das Endspiel in Köln statt, die Vorrunde war bereits ein Vierteljahr zuvor dezentral ausgespielt worden.

## Fortsetzung als NS-Kampfspiele

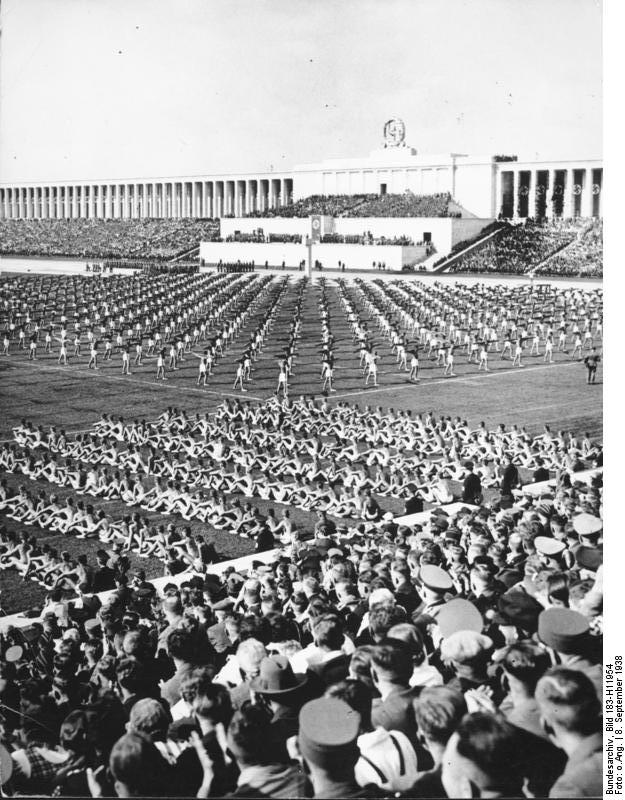
Reichsparteitagsgelände Nürnberg. 8. September 1938, „Tag der Gemeinschaft“ der NS-Kampfspiele

Die Kampfspiele fanden während der Nazi-Herrschaft eine Fortsetzung als NS-Kampfspiele. Da Deutschland seit 1928 wieder an Olympischen Spielen teilnehmen durfte, waren diese Spiele nicht mehr als Gegenbewegung zu der olympischen Idee zu verstehen, sondern vielmehr als Propagandaplattform des Regimes. Als 1935 die internationale Boykottbewegung gegen die Olympischen Spiele 1936 in Berlin deutlich zunahm, war die ersatzweise Durchführung Deutscher Kampfspiele in Berlin der Plan B des Reichssportführers. Auf Anordnung Adolf Hitlers vom 30. November 1936 wurden diese Spiele 1937 und 1938 während der Reichsparteitage in Nürnberg abgehalten, wobei auch regionale Vorausscheidungen für die Hauptspiele stattfanden. An den überwiegend wehrsportlichen Wettkämpfen wie beispielsweise Handgranatenzielwerfen, 30-Meter-Schwimmen im Drillichanzug mit Tornister oder 15-Kilometer-Gepäcklauf in geschlossenen Formationen beteiligten sich neben der NSDAP samt Gliederungen auch die SA, SS, NSKK und HJ, daneben aber auch Wehrmacht und Polizei. Die Verantwortung für diese paramilitärischen Schaukämpfe hatte die SA. Der Kriegsausbruch 1939 beendete die kurze Episode der NS-Kampfspiele.

## Austragungen

### Sommerspiele
- 1922 (18. Juni – 2. Juli) in Berlin
- 1926 (4.–11. Juli) in Köln
- 1930 (26.–29. Juni) in Breslau
- 1934 (23.–29. Juni) in Nürnberg; das Tennisturnier der Kampfspiele fand im Juli in München statt.
- 1938 (27.–31. Juli) in Breslau (als Deutsches Turn- und Sportfest)

### Winterspiele
- 1922 (23.–29. Januar) in Garmisch und Partenkirchen in Oberbayern
- 1926 (23.–31. Januar) in Triberg und Titisee im Schwarzwald
- 1930 (11.–19. Januar) in Krummhübel im Riesengebirge
- 1934 (28.–31. Januar) in Schierke im Harz

### NS-Kampfspiele
- 1937 in Nürnberg (im Rahmen des Reichsparteitages)
- 1938 in Nürnberg (im Rahmen des Reichsparteitages)